# Insiticia
Insiticia är ett släkte av svampar. Insiticia ingår i familjen Mycenaceae, ordningen Agaricales, klassen Agaricomycetes, divisionen basidiesvampar och riket svampar.
|           | Mycena                                                                         |
|           |                                                                                |
|           | Hemimycena                                                                     |
|           |                                                                                |
|           | Favolaschia                                                                    |
|           |                                                                                |
|           | Panellus                                                                       |
|           |                                                                                |
|           | Heimiomyces                                                                    |
|           |                                                                                |
|           | Xeromphalina                                                                   |
|           |                                                                                |
| Insiticia | \| \| Insiticia roseoflava \| \| \| \| \| \| Insiticia flavovirens \| \| \| \| |
|           | \| \| Insiticia roseoflava \| \| \| \| \| \| Insiticia flavovirens \| \| \| \| |
|           | Resinomycena                                                                   |
|           |                                                                                |
|           | Tectella                                                                       |
|           |                                                                                |
|           | Roridomyces                                                                    |
|           |                                                                                |
|           | Decapitatus                                                                    |
|           |                                                                                |
|           | Mycenula                                                                       |
|           |                                                                                |
|           | Collopus                                                                       |
|           |                                                                                |
|           | Filoboletus                                                                    |
|           |                                                                                |
|           | Flabellimycena                                                                 |
|           |                                                                                |
|           | Insiticia roseoflava                                                           |
|           |                                                                                |
|           | Insiticia flavovirens                                                          |
|           |                                                                                |

|  | Insiticia roseoflava  |
|  |                       |
|  | Insiticia flavovirens |
|  |                       |

## Källor

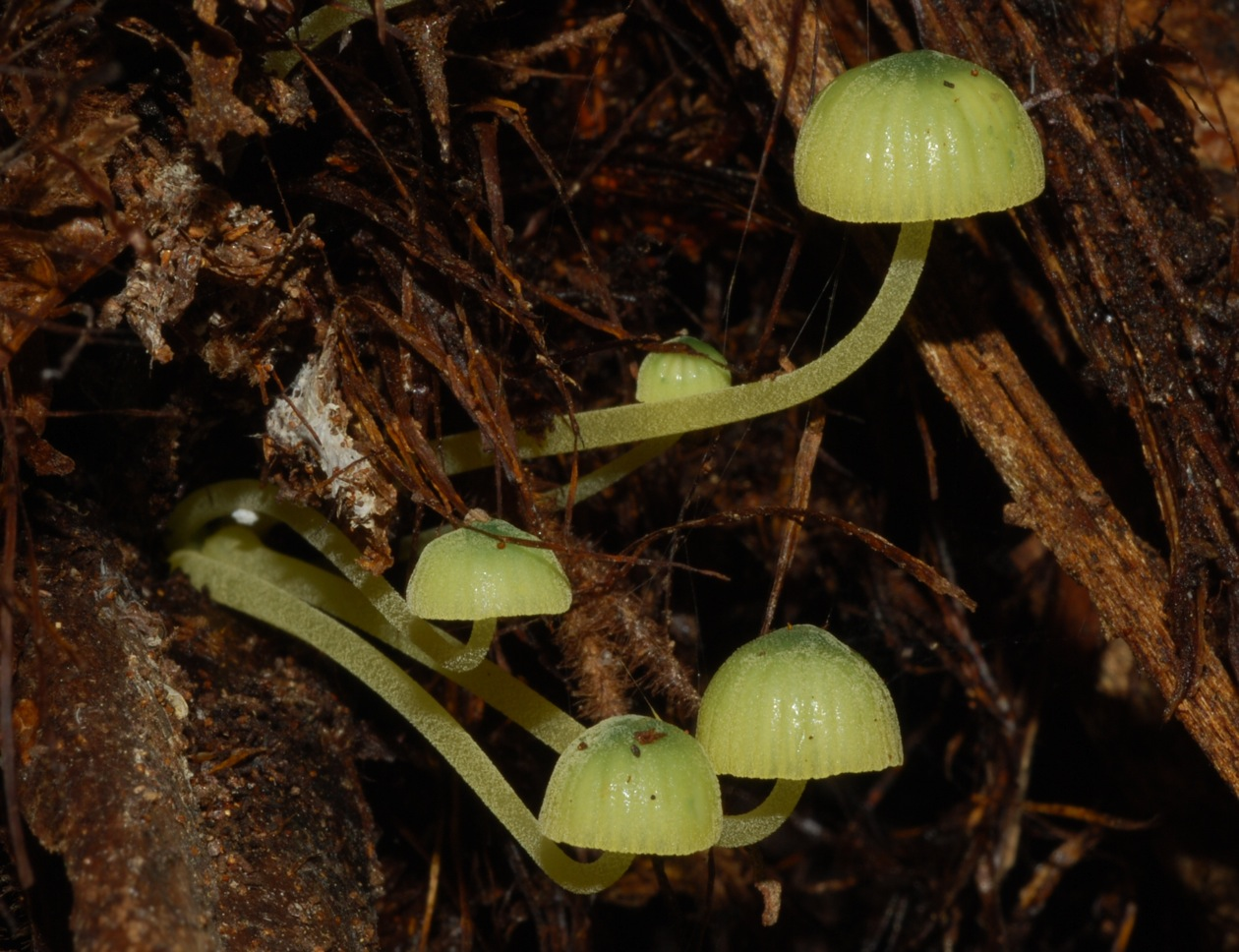
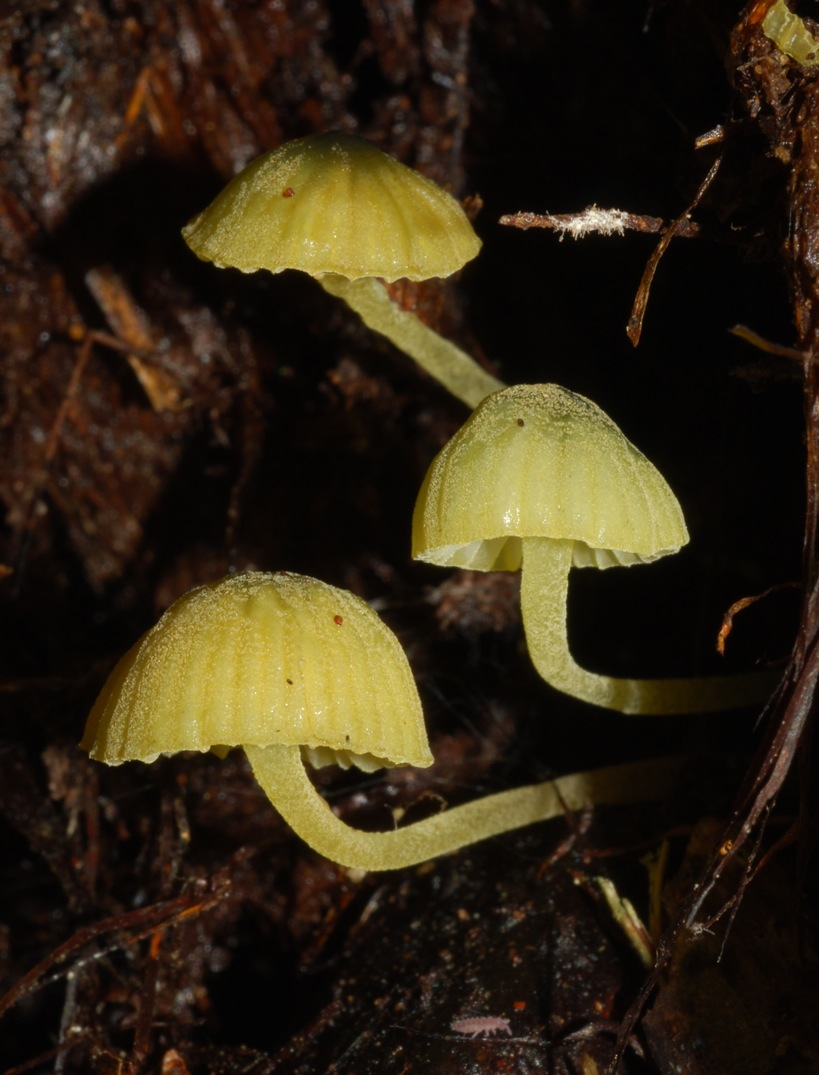
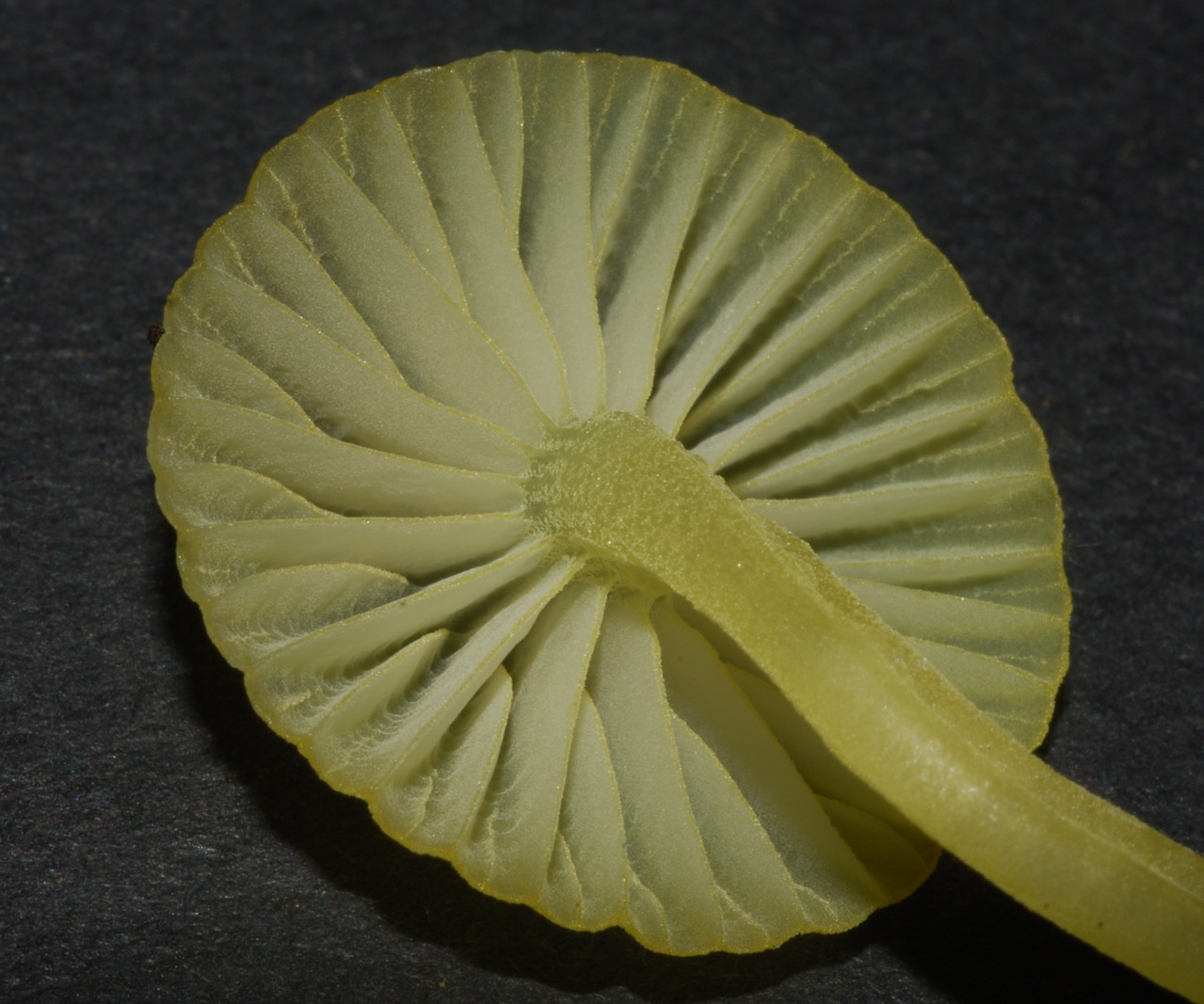
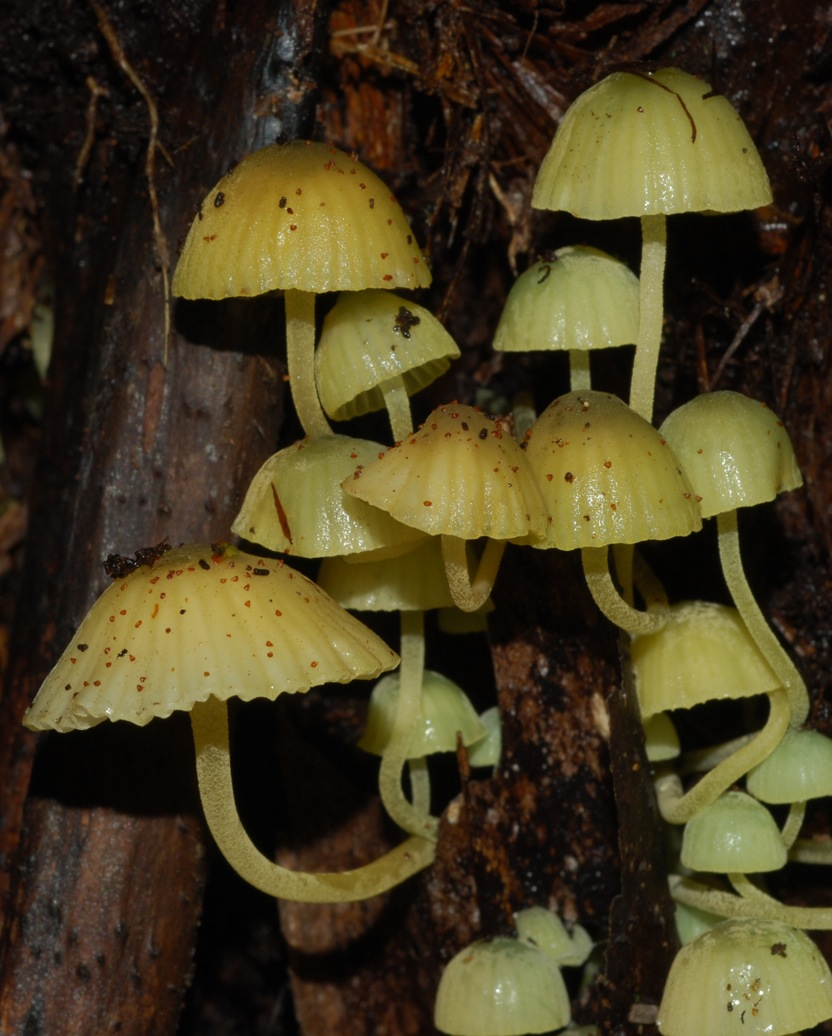
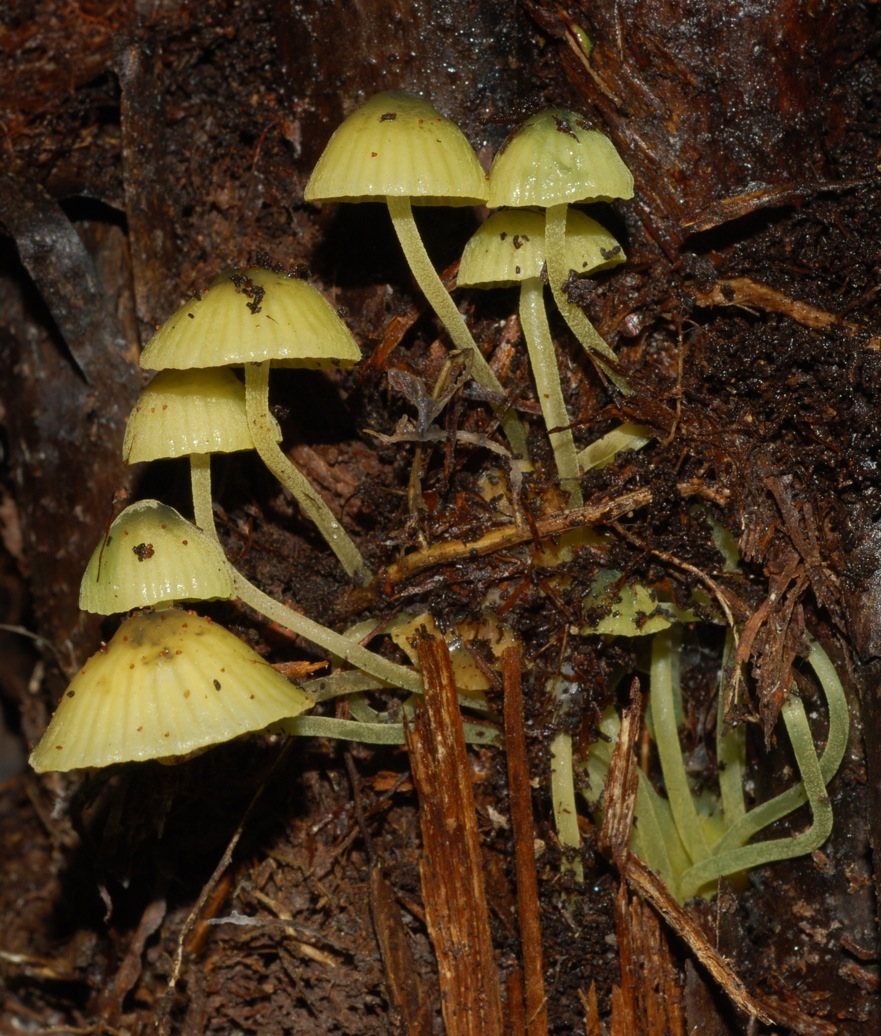
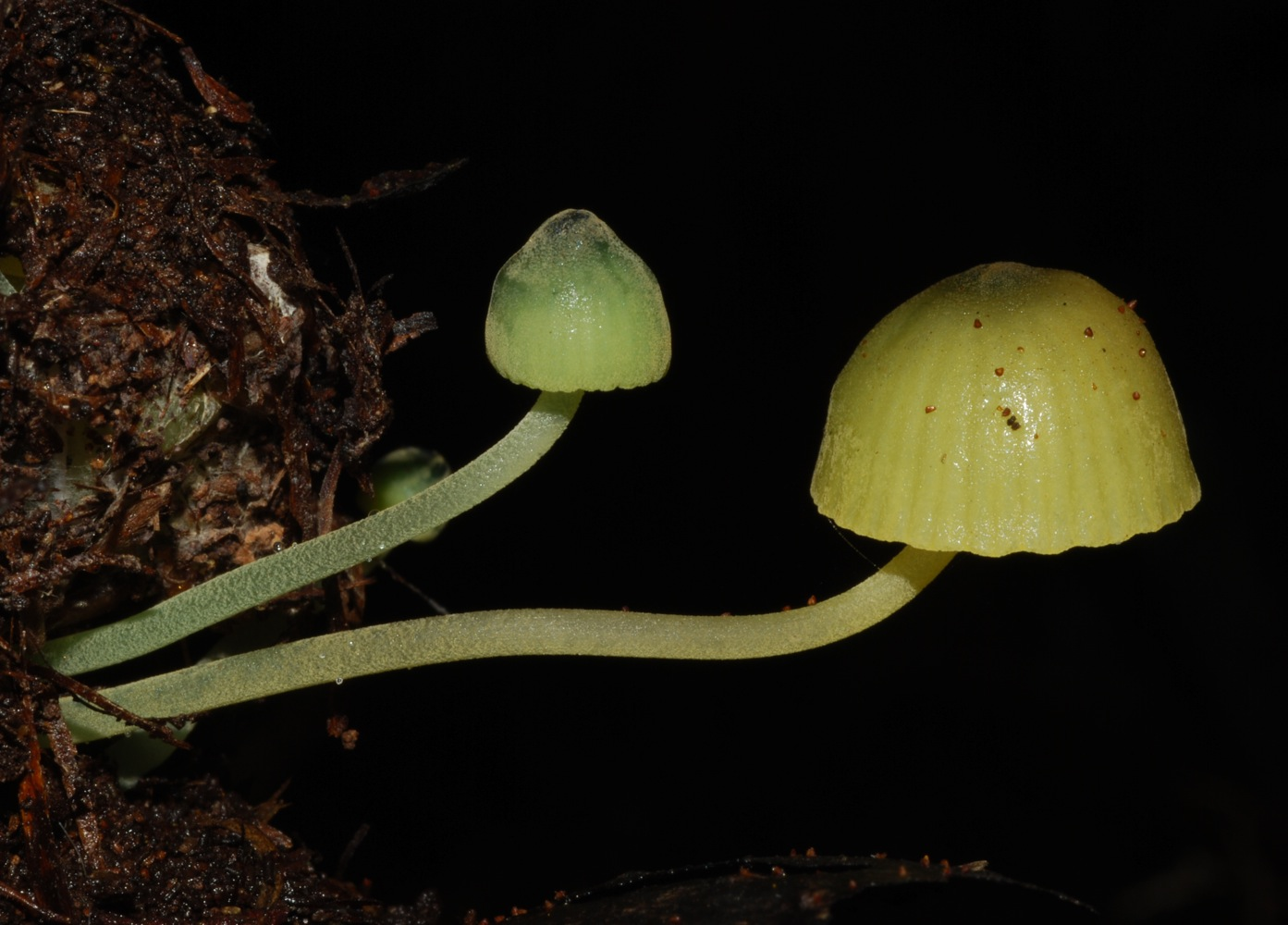